# Сервій Корнелій Сулла (претор)
Сервій Корнелій Сулла (лат. Servius Cornelius Sulla) — давньоримський політичний діяч.
Його батьком був Публій Корнелій Сулла Руф Сівілла. Ймовірно, Сервія у 175 до н. е. призначено на посаду претора Сардинії. Потім, його повноваження були продовжені на 174 до н. е.. В 167 до н. е. Сулла увійшов до складу децемвірату для облаштування справ у завойованій Македонії. Можливо, у нього був син на ім'я Сервій. Він був предком учасників змови Луція Сергія Катіліни Публія і Сервія.